# 塘巒村
塘巒村（英語：Thorncrest Village）是加拿大安大略省多倫多西北部的一個社區。它由華富賓道（Rathburn Road）以北的一系列綠樹成蔭的街區組成，位於基伯齡路（Kipling Avenue）與伊斯靈頓路（Islington Avenue）之間，為怡陶碧谷的一部分。
該村由建築師及城市規劃師Eugene Faludi設計，被認為是多倫多最早的現代郊區之一。村里的居民擁有三個小公園和一個帶有會所、網球場、游泳池及遊樂場的公園。
塘巒村由208座房屋組成，地塊面積由0.5英畝（2,000平方）至1英畝（4,000平方）不等。